# HEAG-Baureihe ST7
Der ST7 ist eine ehemalige Baureihe der Straßenbahn Darmstadt. Das Kürzel steht für Straßenbahn-Triebwagen der 7. Serie. Der Verkehrsbetrieb HEAG besaß ab 1961 insgesamt 13 Fahrzeuge dieser Serie. Sie trugen die Nummern 21–33. In Darmstadt waren dies die ersten Gelenktriebwagen. Sie wurden von der Deutsche Waggon- und Maschinenfabriken GmbH (DWM) in West-Berlin gebaut.

## Geschichte
Die HEAG bestellte Ende der 1950er Jahre bei DWM in Berlin ihre ersten Gelenk- und Einrichtungsfahrzeuge. Diese wurden mit elektrischer Ausstattung von SSW/AEG gebaut. Dies erforderte den Bau von Wendeschleifen an den Endstellen. Die Vorgänger-Baureihe ST6 (Bauart Verbandswagen) war zu diesem Zeitpunkt teilweise gerade einmal sieben Jahre älter.
1963 wurden sieben fast baugleiche Triebwagen als ST8 ausgeliefert. Äußerlich unterschieden sie sich vom ST7 lediglich durch die höheren Wagennummern 91–97 und durchgehende Fenster in den Türen. Passend zu den ST7/8-Triebwagen wurden ab 1965 12 Beiwagen ausgeliefert, diesmal von Düwag. Diese wurden als SB7 eingereiht.
In der Einsatzzeit wurden mehrfache Modernisierungen an den Triebwagen durchgeführt. Ausgeliefert wurden sie mit Holzschalen Sitzen. Auch waren an jedem Sitz Haltestestangen zwischen Sitz und Decke montiert. Die Seitenverkleidungen unterhalb der Fenster sowie die Innenseiten der Drehfalttüren waren grün Lackiert. Da es bis in die 90er Jahre bei der Heag üblich war, dass die Straßenbahnwagen mit Schaffner unterwegs waren, wurde an Tür 4 ein Schaffnerplatz verbaut, dieser wurde mit den Modernisierungen ausgebaut. Mit den Jahren wurden jeweils auch die Lackierungen an die neuesten Farben der HEAG angepasst und der runde Frontscheinwerfer wurde durch einen zeitgemäßen Eckigen getauscht. 1994 begann mit der Auslieferung der ersten Niederflur-Beiwagen des Typs SB9 langsam das Einsatzende der ST7/8. Einige Triebwagen der ST7 wurden 1994 von PFA in Weiden erneut umgebaut und modernisiert, so auch die Triebwagen 25, 26 und 31, die nach der Ausmusterung 1998 als Museumswagen und Betriebsreserve in Darmstadt verblieben sind. Im Zuge des Umbaus wurden in den umgebauten Triebwagen neue Technik, unter anderem ein neues Bedienpult (das denen in den ST11/ST12 verwendeten stark ähnelt) verbaut. Außerdem wurden die Holz- gegen Polstersitze getauscht. Die Farbgebung im Triebwagen wurde vereinheitlicht und die Haltestangen an den Sitzen wurden gegen Griffe an den Sitzen ersetzt. Bei den ST7 wurden außer an den Triebwagen 27–29 die elektronischen Belegungen der Kupplung geändert, um sie mit den SB9 einsetzen zu können. Bei 27–29 und allen ST8 wurden 1995 die elektrischen Aufsätze der Kupplungen entfernt, mit diesen Triebwagen war somit kein Beiwagenbetrieb mehr möglich.

## Aufbau und Ausstattung

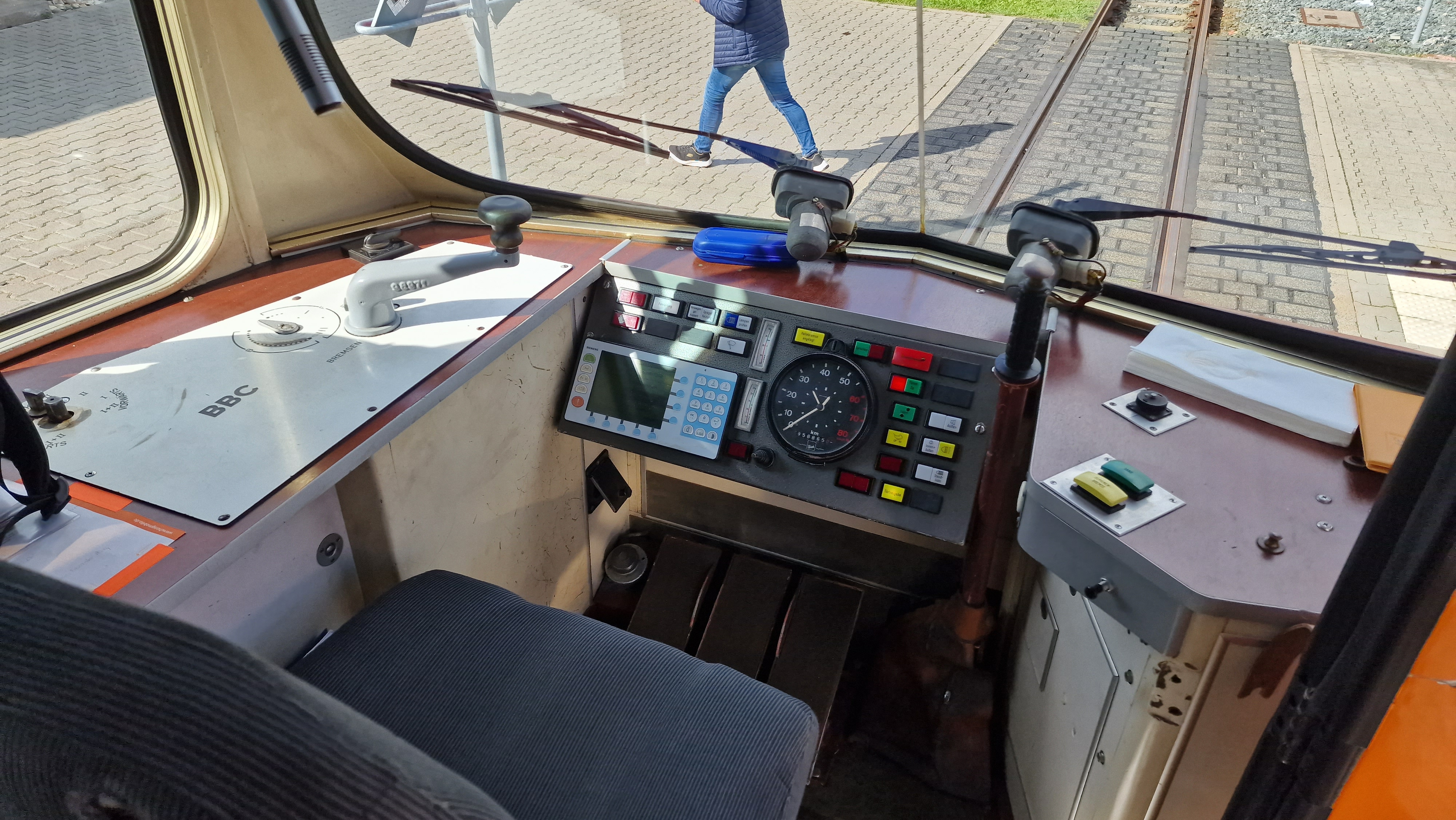
Wagen 31, Bedienpult mit Kurbel

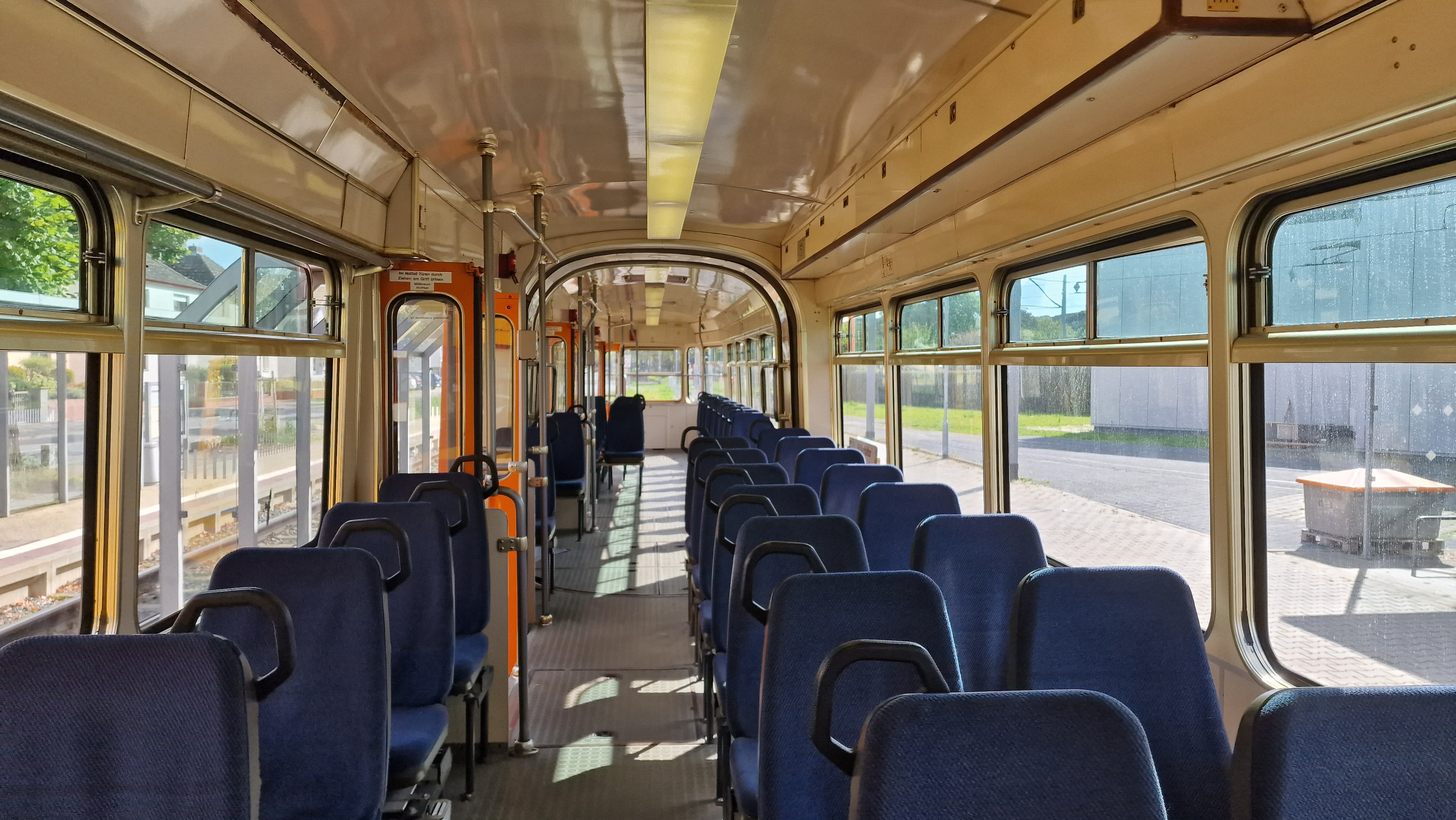
Wagen 31, Innenraum

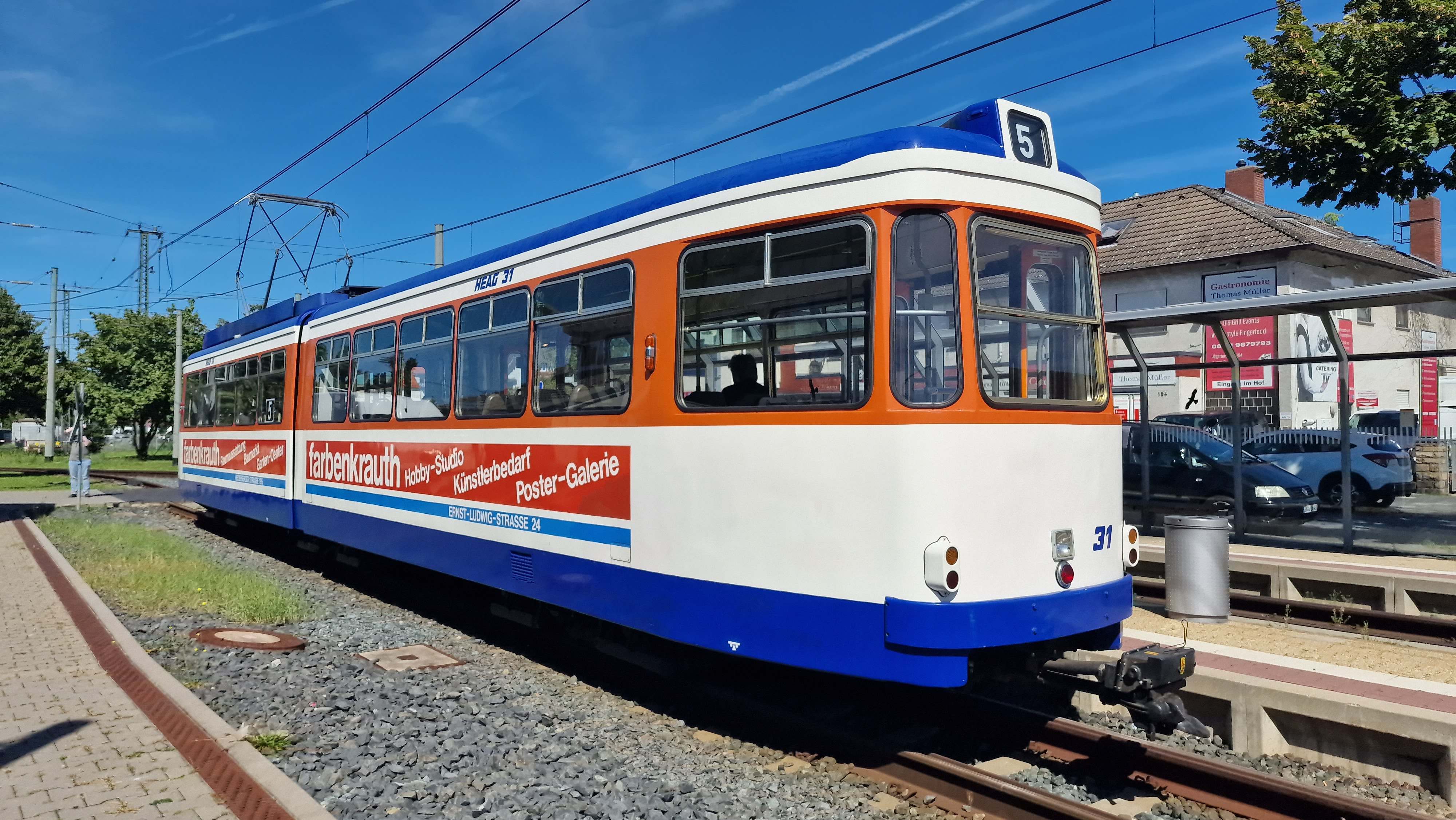
Wagen 31, Heckansicht

Die ST7 sind 19,9 Meter lang und haben sechs Achsen, verteilt auf drei Drehgestelle. Die Achsen des ersten und letzten Drehgestells werden jeweils von einem 110 kW starken Gleichstrommotor von SSW/AEG angetrieben. Unter dem Gelenk befindet sich ein Laufdrehgestell. Auf der in Fahrtrichtung rechten Seite befinden sich vier Doppel-Falttüren.

## Einsatz
Ab 1961 kamen die ST7 nach und nach im gesamten Netz zum Einsatz. Möglich war dies, nachdem die jeweiligen Linien mit Wendeschleifen an den Endhaltestellen ausgestattet wurden. Auf den Linien mit höherem Verkehrsaufkommen, beispielsweise auf der Linie 8, kamen die ST7 mit Beiwagen zum Einsatz. Hauptsächlich waren die ST7 jedoch im Depot Böllenfalltor stationiert und kamen auf den Linien 2, 3 und 7 zum Einsatz, nach Inbetriebnahme der Serien ST10, ST11 und ST12 vermehrt auch ohne Beiwagen.

### Einsätze nach dem offiziellen Einsatzende

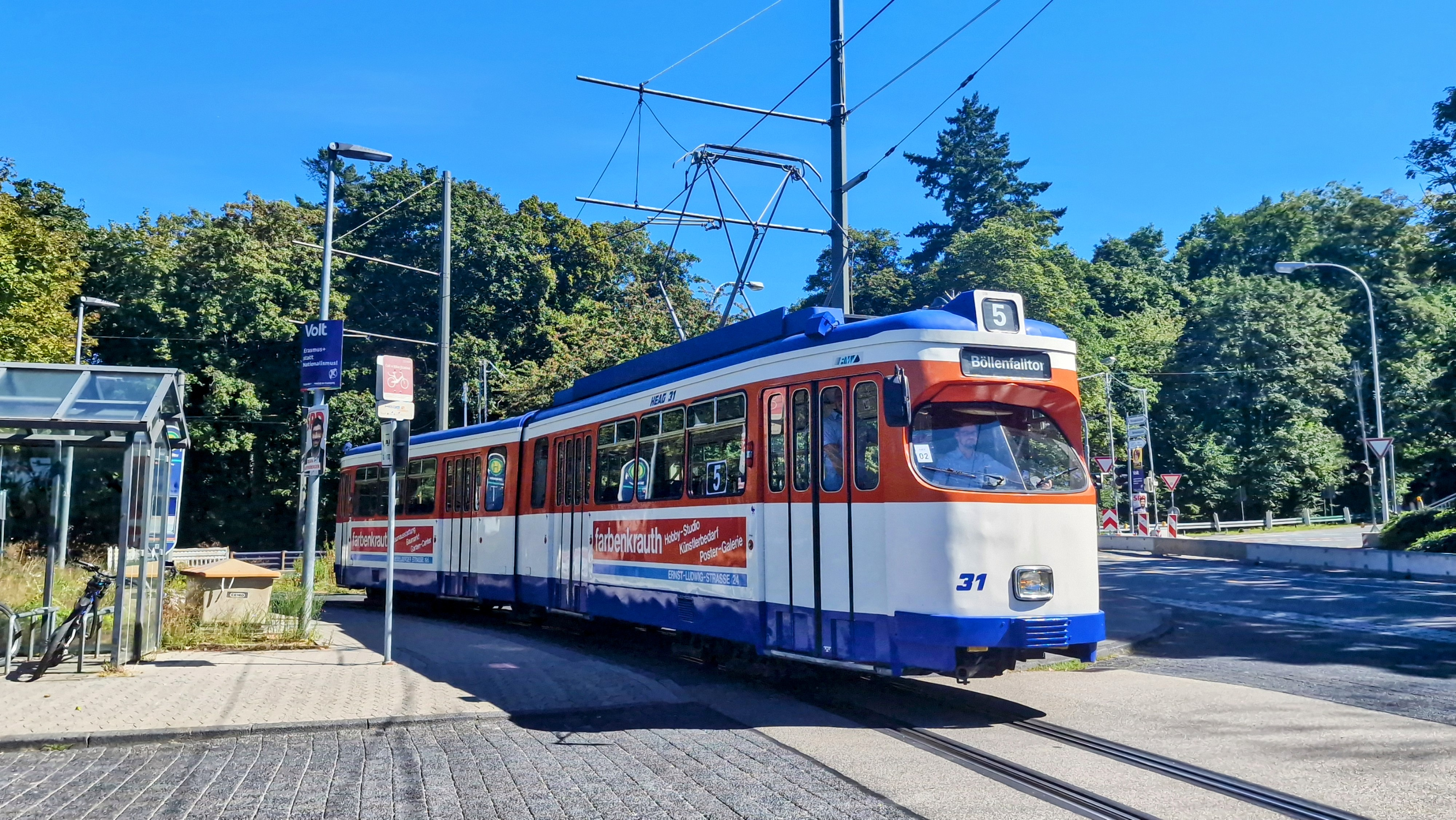
Wagen 31 auf Verstärkerfahrt der Linie 5 am Böllenfalltor

Nach dem offiziellen Einsatzende 1998 wurden die drei Museumswagen 25, 26 und 31 auch weiterhin öfters im Plan- und Verstärkerbetrieb eingesetzt. Dank der Kupplung für die modernen SB9-Niederflur-Beiwagen und der 1994 neu verbauten moderneren Technik war ein Einsatz weiterhin ohne weiteres möglich. Nach der Inbetriebnahme der ST14 im Jahr 2007 nahmen diese Einsätze ab, jedoch kam vor allem Triebwagen 25 bei Wagenmangel auch ohne Beiwagen im morgendlich Schüler- und Verstärkerverkehr zum Einsatz. Auch im Frühjahr 2022 war er morgens über mehrere Wochen hinweg auf einem Verstärkerkurs der Linie 7 unterwegs. Dieser Einsatz endete außerplanmäßig nach einem Auffahrunfall, wobei ein Triebwagen der Linie 6 auf den ST7 auffuhr und ihn schwer beschädigte. 
Im September 2023 wurde Triebwagen 31 auf einem Verstärkerkurs der Linie 5 eingesetzt. Neu daran war, dass die ST7 bisher noch nie auf einer Linie nach Kranichstein eingesetzt wurden, da diese Strecke erst nach dem offiziellen Einsatzende der Triebwagen gebaut worden war. Diese Einsätze endeten im Januar 2024. 
Wagen 31 wurde im September 2024 wieder betriebsfähig gemacht für den Einsatz bei Sonderfahrten. Er dient außerdem als Betriebsreserve und kann bei Wagenmangel im Linienbetrieb zum Einsatz kommen.

## Verbleib
Nach der Ausmusterung 1998 wurden die Triebwagen 21–24, 27–30 und 32–33 an die Straßenbahn Iași in Rumänien verkauft.
In Darmstadt blieben die Wagen 25, 26 und 31. Triebwagen 25 ist seit Mai 2022 mit Unfallschäden abgestellt. Triebwagen 26 ist seit etwa 2013 abgestellt. Triebwagen 31 ist betriebsfähig. 

### Sonderfahrten
Bis Ende 2019 hat die Arbeitsgemeinschaft Historische HEAG-Fahrzeuge jährlich verschiedene Sonderfahrten durchgeführt. An den Adventswochenenden wurde die sogenannte „Linie 24“ eingerichtet. Weihnachtlich geschmückt fuhren ein ST3 abwechselnd mit einem der ST7 zuletzt zwischen Darmstadt Hauptbahnhof, Schloss und Lichtenbergschule (Teil der Linie 3).